# 大野かおる (物理学者)
大野 かおる（おおの かおる）は、日本の物理学者。横浜国立大学大学院工学研究院教授。

## 主な略歴
- 1979年 東京理科大学理学部物理学科卒業
- 1981年 東北大学理学研究科物理学修士課程修了
- 1984年 東北大学理学研究科物理学博士課程修了
- 1990年 東北大学金属材料研究所助教授（ - 2000年4月）
- 1993年 アレキサンダー・フォン・フンボルト財団研究員（マインツ大学物理学科）（ - 1993年9月）
- 1995年 文部省在外研究員等（米国カリフォルニア大学バークレー校物理学科）（ - 1996年6月）
- 1999年 文部省在外研究員（米国カリフォルニア大学バークレー校物理学科）（ - 1999年8月）
- 2000年 横浜国立大学工学部知能物理工学科教授 （2001.4: 改組により横浜国立大学大学院工学研究院教授）（ 現職 ）

## 主な所属学会
- ナノ学会
- 日本物理学会
- 日本金属学会など

## 主な受賞
- 1989年 金属研究助成会研究奨励賞
- 1994年 日本金属学会金属組織写真奨励賞
- 2004年 日本金属学会優秀ポスター賞

## 著書
- 『コンピュータ・シミュレーションによる物質科学 -分子動力学とモンテカルロ法-』共立出版、1996年。
- 『ナノシミュレーション技術ハンドブック』(共著)共立出版、2006年。
- 『水素利用技術集成Vol. 4』エヌ・ティー・エス、2014年。